# Operation Safehaven
Die Operation Safehaven war ein angloamerikanisches Programm, das im Dezember 1944 ins Leben gerufen wurde, um deutsche Vermögenswerte in den neutralen Ländern zu identifizieren und sie nach dem Kriegsende westalliierten Händen zuzuführen. Das übergeordnete Ziel der Operation war es, der deutschen Volkswirtschaft die möglichen Mittel zu einer Wiederaufnahme des Krieges dauerhaft zu entziehen. Die Operation Safehaven diente der Vorbereitung der Beschlagnahme des gesamten staatlichen und privaten deutschen Vermögens im Ausland (dies umfasste ausländische Tochtergesellschaften bis zu privatem Grundbesitz im Ausland – inklusive des in neutralen Ländern). Der Wert dieses Vermögens betrug zwischen 5 und 8 Milliarden Deutsche Mark (gemessen im Wert von 1950).